# Нурдквист, Йенс
Йенс Кри́стиан Ну́рдквист (швед. Jens Christian Nordqvist; 3 июля 1959, Стокгольм) — шведский гребец-байдарочник, выступал за сборную Швеции в начале 1980-х годов. Участник летних Олимпийских игр в Москве, серебряный и бронзовый призёр чемпионатов мира, победитель регат национального и международного значения.

## Биография
Йенс Нурдквист родился 3 июля 1959 года в Стокгольме. Активно заниматься греблей начал с раннего детства, проходил подготовку в столичном каноэ-клубе под названием Fridhemskanotisterna.
Первого серьёзного успеха на взрослом международном уровне добился в 1980 году, когда попал в основной состав шведской национальной сборной и отправился на летние Олимпийские игры в Москву — в паре с Томасом Ульссоном участвовал в зачёте двухместных экипажей на дистанциях 500 и 1000 метров, в первом случае показал в финале девятый результат, во втором случае добрался только до стадии полуфиналов.
В 1981 году Нурдквист побывал на чемпионате мира в английском Ноттингеме, откуда привёз награду серебряного достоинства, выигранную на полукилометровой дистанции в четвёрках, пропустив вперёд лишь команду Советского Союза. В следующем сезоне на аналогичных соревнованиях в югославском Белграде в той же дисциплине стал бронзовым призёром — на финише его обошли экипажи из СССР и ГДР. Вскоре после этих соревнований принял решение завершить карьеру профессионального спортсмена, уступив место в сборной молодым шведским гребцам.